# Kecskeméti Antal
Kecskeméti Antal, 1888-ig Weisz (Kecskemét, 1870. március 7. – Szeged, 1923. május 6.) épület-műlakatos mester. Szeged egyik jelentős épület-műlakatos és vasszerkezeti mestere volt. Munkái ma is láthatók Szeged bérházain, palotáin. Nagybátyja, Kecskeméti Ármin makói főrabbi volt.

## Családja
Szülei Weisz Vilmos asztalosmester és Kecskeméti Jozefa voltak. 1905. június 18-án Kecskeméten házasságot kötött a nála 12 évvel fiatalabb Czilzer Arankával.

## Életpályája
A Budapesti Felső ipartanodában, továbbá Fodor Béla budapesti cég épület-, műlakatos-, vasszerkezet- és csavargyárában szerezte szakismeretét, hol tizennyolc évig mint műhelyfőnök, majd gyárvezető dolgozott. Vállalkozását később a Szeged, Mars tér 10–11. szám alatt vezette. 1903-ban megvette Kiss János Kossuth Lajos sugárút 25. szám alatti épület- és műlakatos műhelyét is fölszereléssel és berendezéssel együtt és mint „Kiss János lakatos utóda, Kecskeméti Antal épület-műlakatos és vasszerkezeti műhely” cégnéven tovább vezette. 1906-ban egy nagy volumenű munkával bízták meg. Fiumében az állam óriási méretű házat építtetett az Amerikába kivándorlók elszállásolására. A vasszerkezeti munkát Kecskeméti Antal Mars téri műhelyében készítette el. Írásai jelentek meg az iparképzésről, az iparos életről. 1920-ban megalakult a fémiparosok árubeszerző csoportja, melynek elnökévé választották. 1921-től előrehaladott érelmeszesedésben szenvedett. 1923. május 6-án halt meg, 53 éves korában. Szegeden a Téglagyári utca 3. számú házban lakott. Az ipart túlélő felesége, Czilzer Aranka özvegyi címen folytatta a Mars téren.

## Munkássága

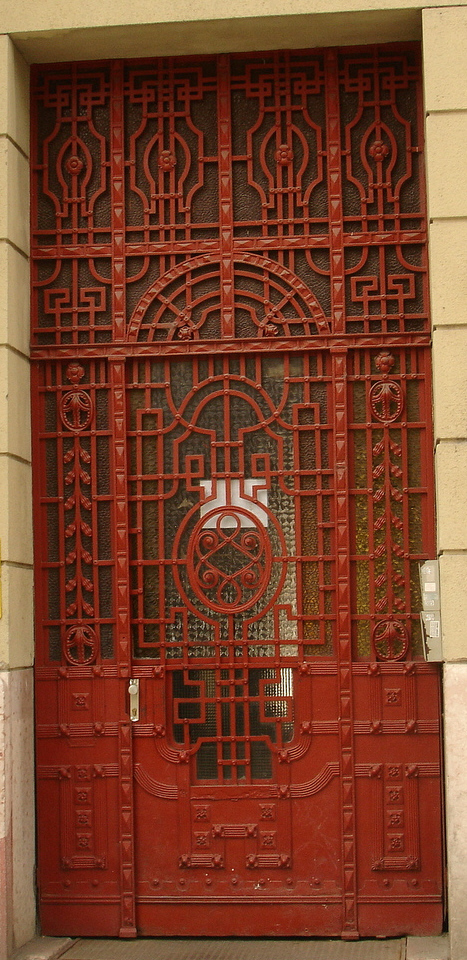
Szeged, Dugonics tér 11.

A mester remekművei közül való a Dugonics tér 11. sz. alatti rácsos kapuja, méltó versenytársa, az óriási rutinnal, budapesti mester által alkotott Széchenyi tér 1. Főposta rácsos kapujának. Finom elosztású szép részletformákkal, profil lécekkel, kemény szegletes és bújtatott rács díszekkel és szép levélsorral ékes. Az egyik legszebb szegedi rácskapu. A legeredetibb szecessziós munkájának egyike a Vidra utca 2. szám alatti rácsos kapu felülvilágítóval, egy vasköltemény. Eredetiek a nagy vasszerkezet között kanyargó eleven levelek, a negatív formák és a pozitív testek összhatása. A Kálvin tér 2. alatti kovácsolt kapudíszeinek egyéni alkalmazásával kimerítette a lakatos mesterség minden lehetőségét, préselt ökörszemes lécek, barokk levelek, folyondárral díszes fatörzs, profilos tükörbetét, lánccá fűzött hullámvasak alkalmazásával. Kedvenc motívuma, a mákgubó ezen a kapun is fölfedezhető. Számos munkája Magyar Ede által tervezett épületeken fedezhető föl (Feketesas utca 25.; Tisza Lajos körút 50.; Vidra utca 2.; Jósika utca 14.; Liliom utca 14.).

## Köztéri munkái (válogatás)

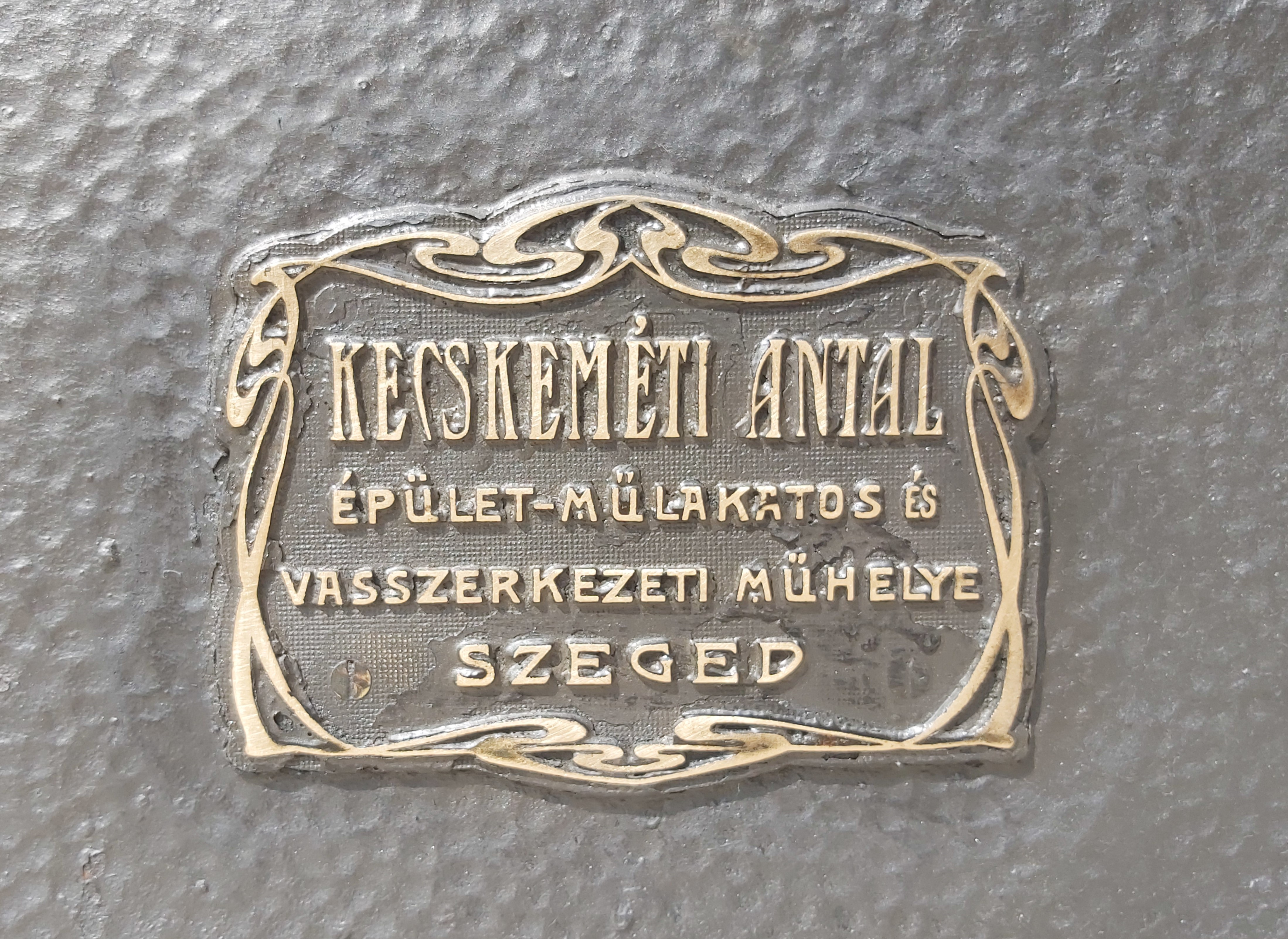
Cégembléma

- 1902 kapupánt dísz, Szeged, Jósika u. 12. A Zsidó Hitközség Székháza
- 1909 rácsos kapu felülvilágítóval Szeged, Vidra utca 2.
- 1909 rácsos kapu (elbontották) Szeged, Tisza Lajos körút 50.
- 1910 összecsukható kovácsoltvas rácsos kapu, Szeged, Feketesas utca 28. Wágner-palota
- 1910 kovácsoltvas rácsos kapu, Szeged, Stefánia u. 10. Vajda-palota
- 1911 rácsos kapu, Szeged, Dugonics tér 11.
- 1911 rácsos kapu, Szeged, Jósika u. 14.
- 1911 kapu, kovácsoltvas díszítéssel, Szeged, Kálvin tér 2.
- 1911 kovácsolt rácskapu, Szeged, Kígyó utca 1.
- 1912 vasrács (elbontották), Szeged, Aradi vértanúk tere park
- 1913 kovácsoltvas rácsos kapu, Szeged, József Attila sugárút 8.

## Galéria

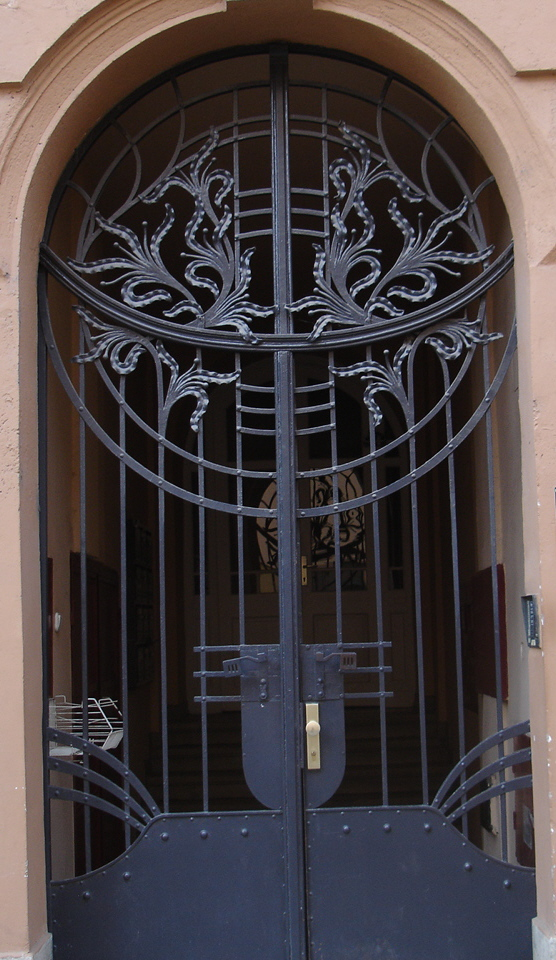
Szeged, Vidra utca 2.
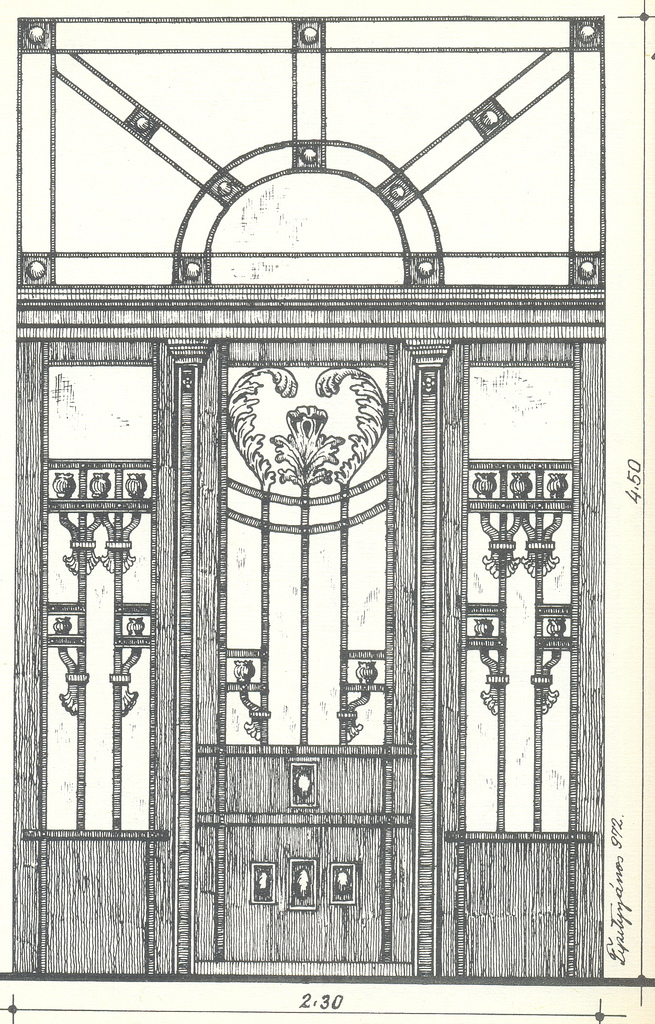
Szeged, Tisza Lajos krt. 50. Tipity János rajza
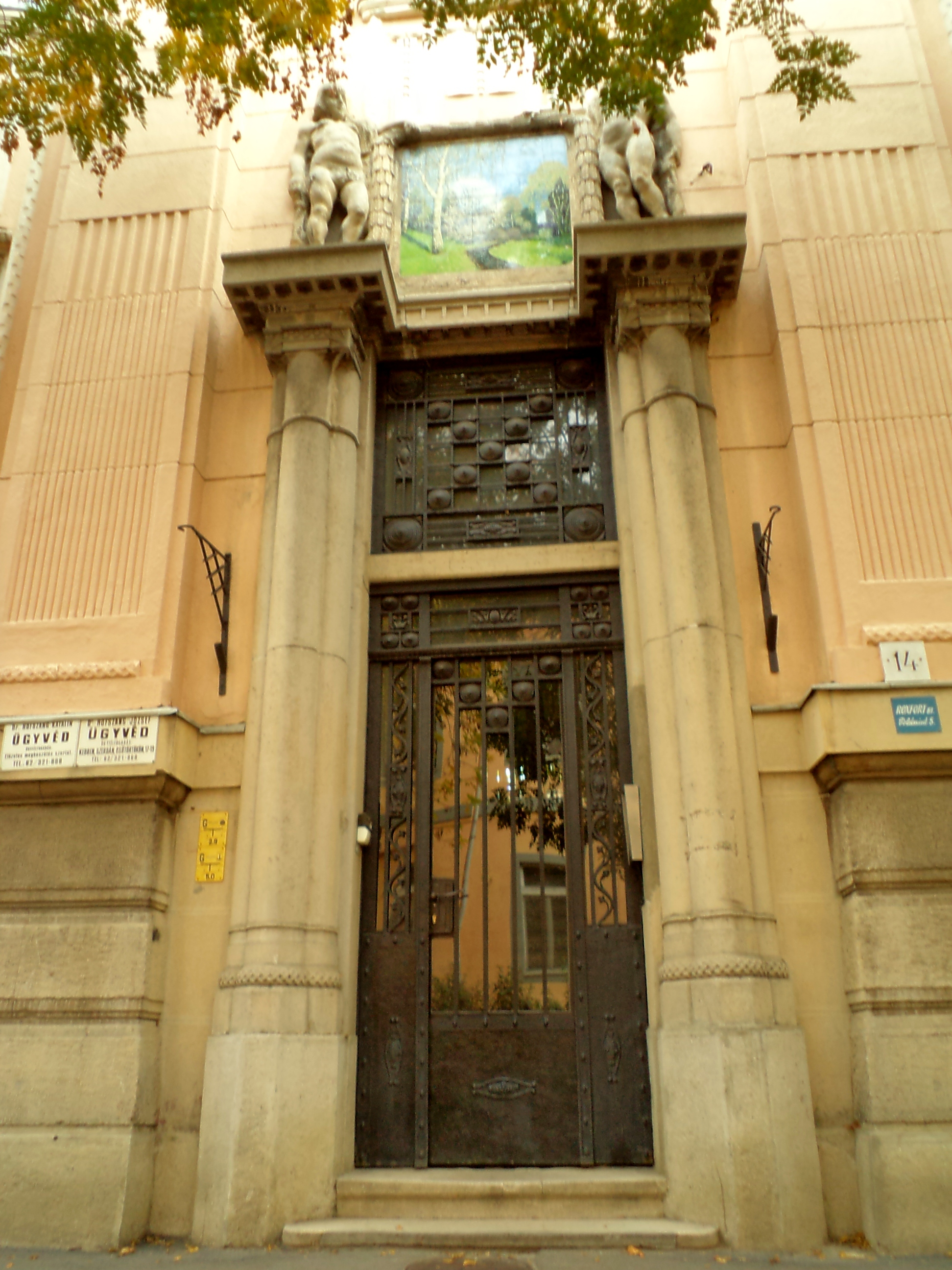
Szeged, Jósika utca 14.
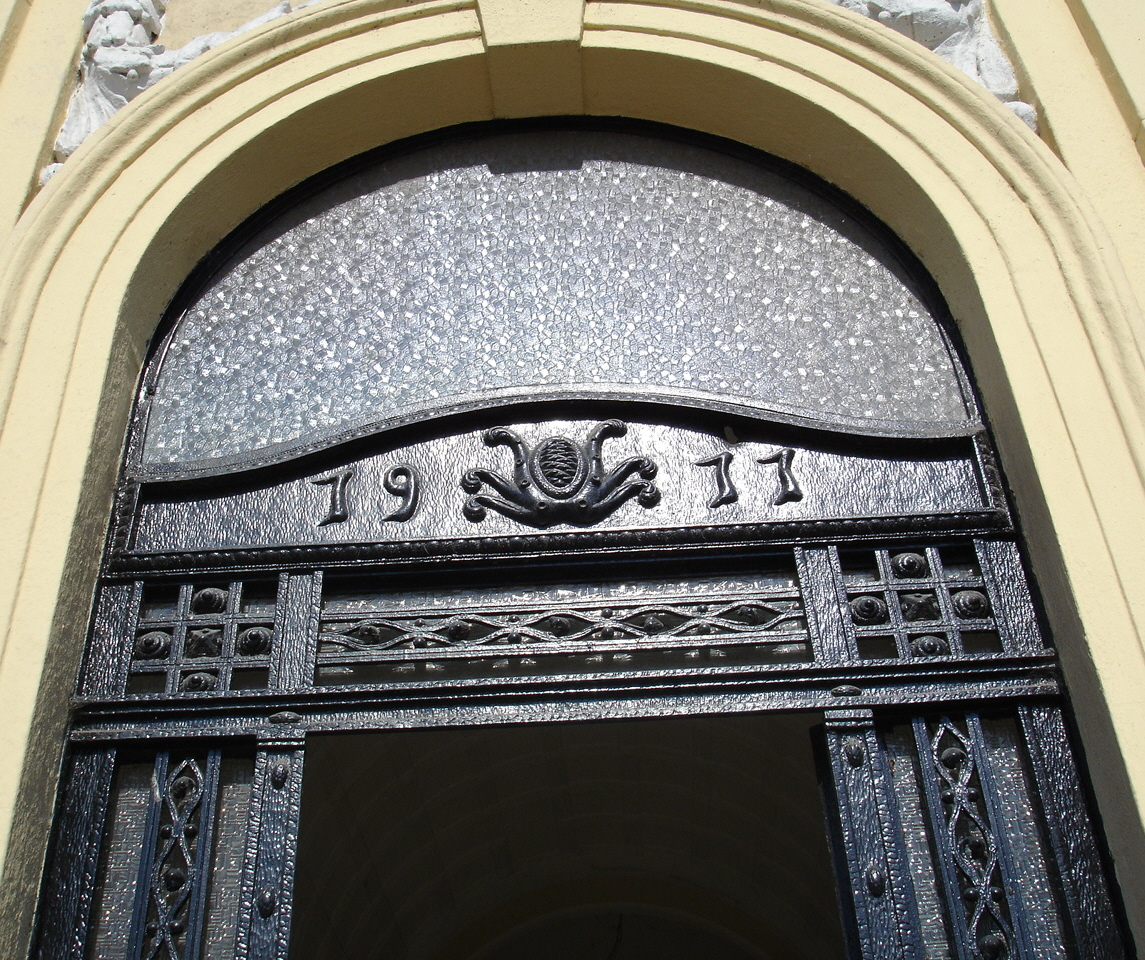
Szeged, Kálvin tér 2.
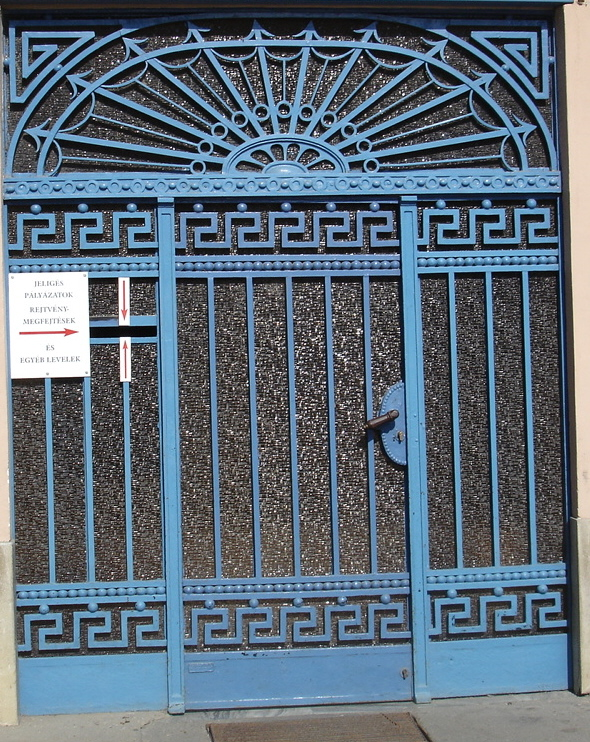
Szeged, Stefánia u. 10.
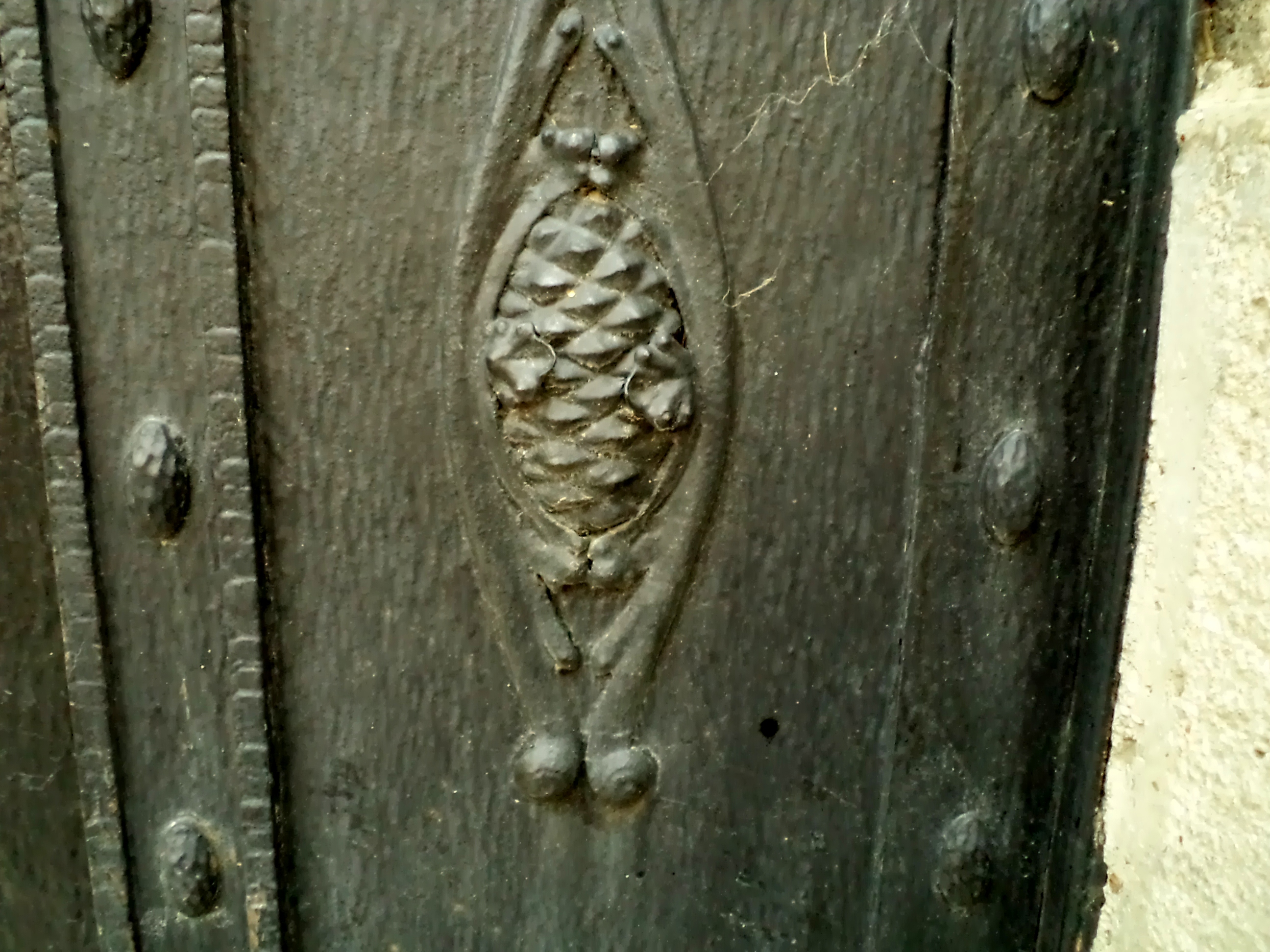
Szeged, Jósika u. 14., részletek
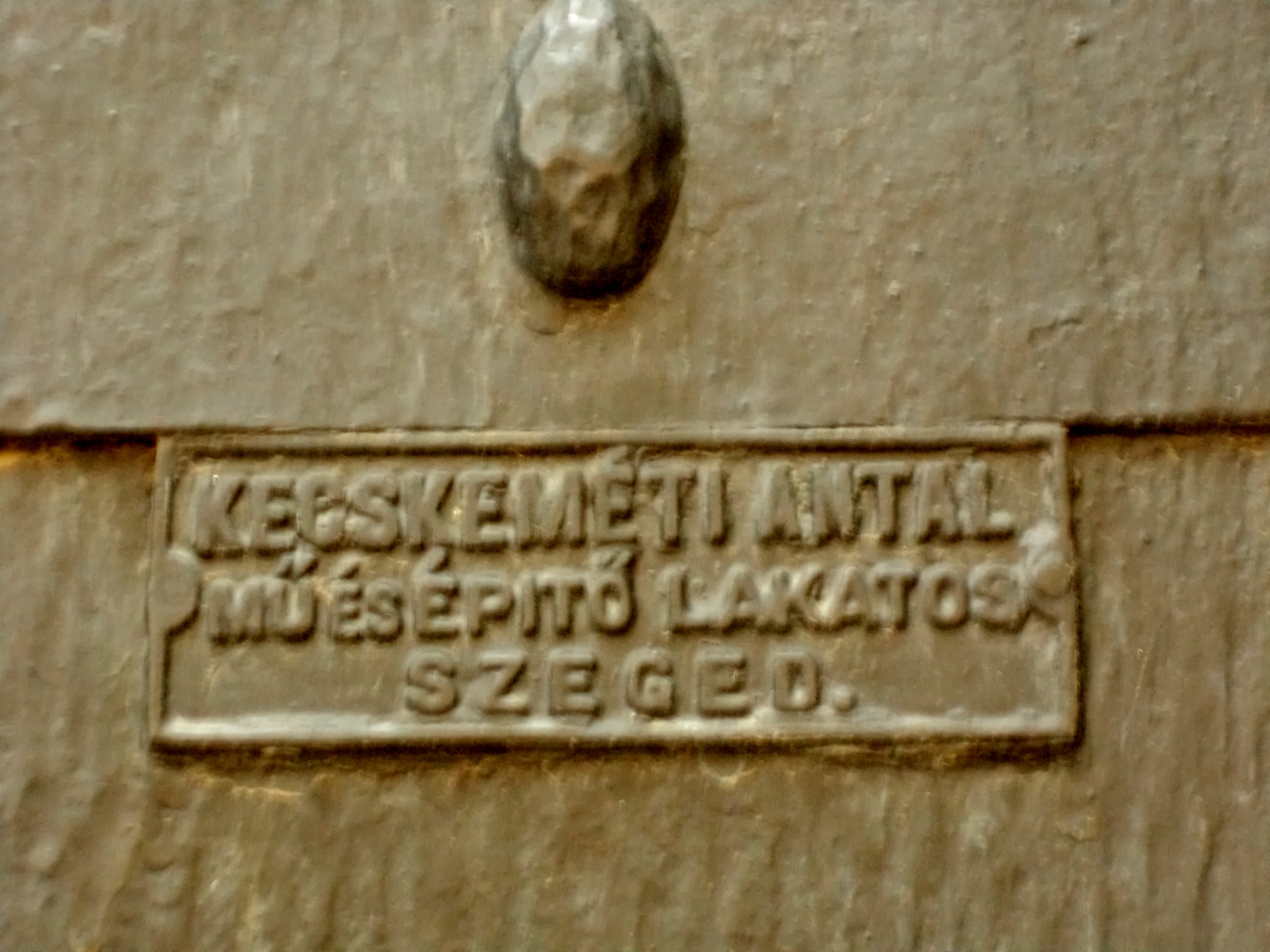
Szeged, Jósika u. 14, cégembléma
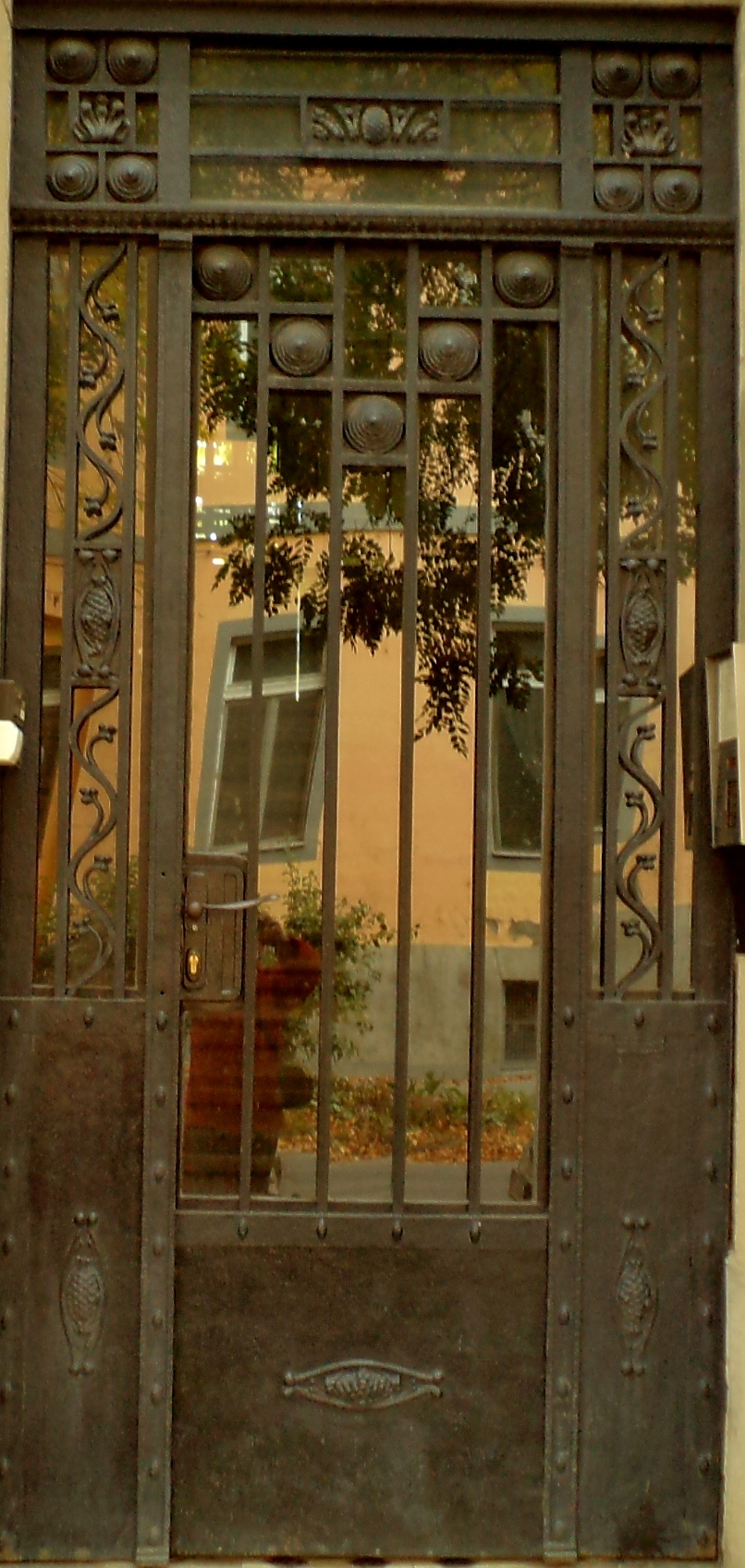
Szeged, Jósika 14. kovácsoltvas kapu
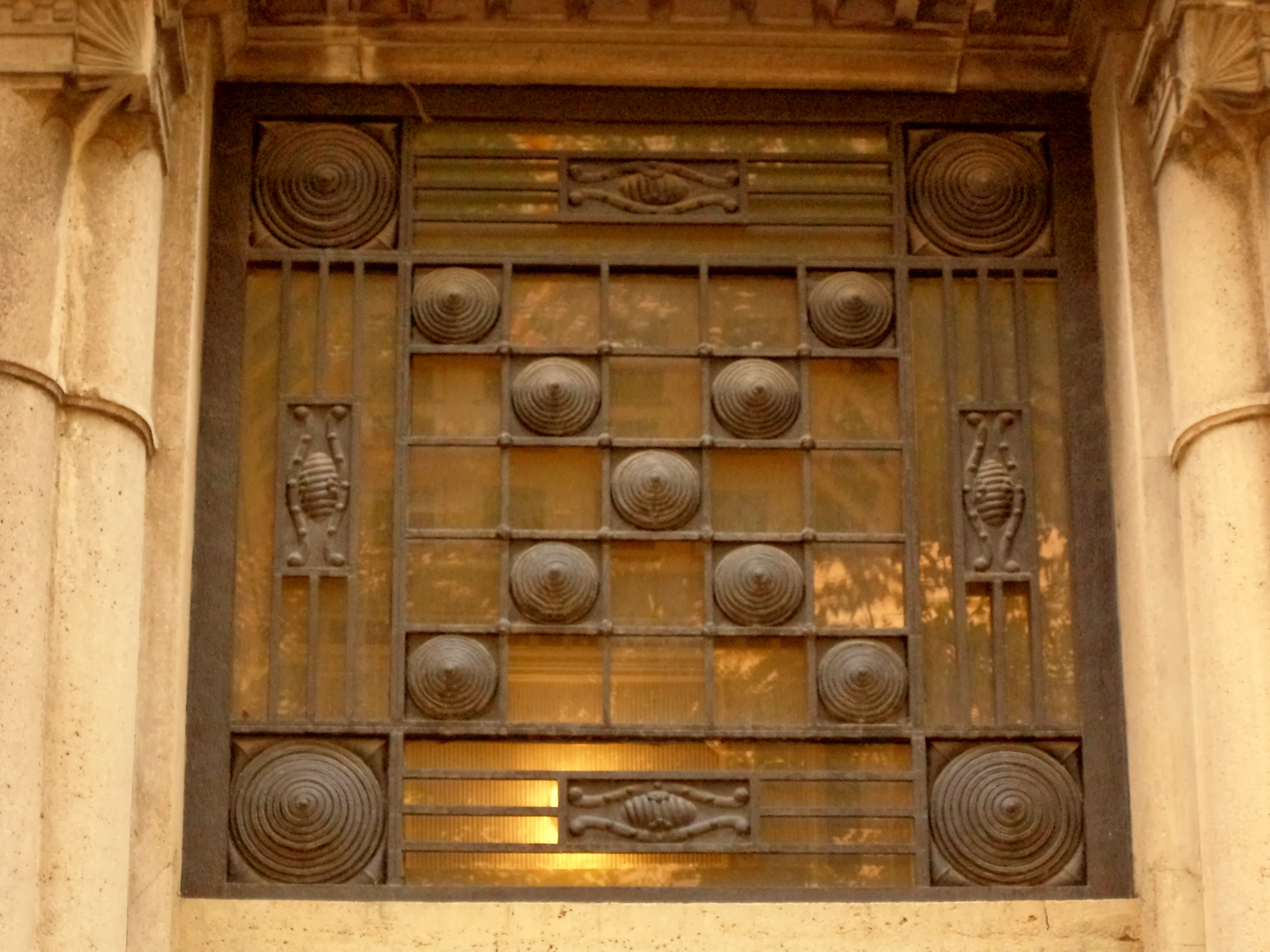
Szeged, Jósika u. 14, részletek
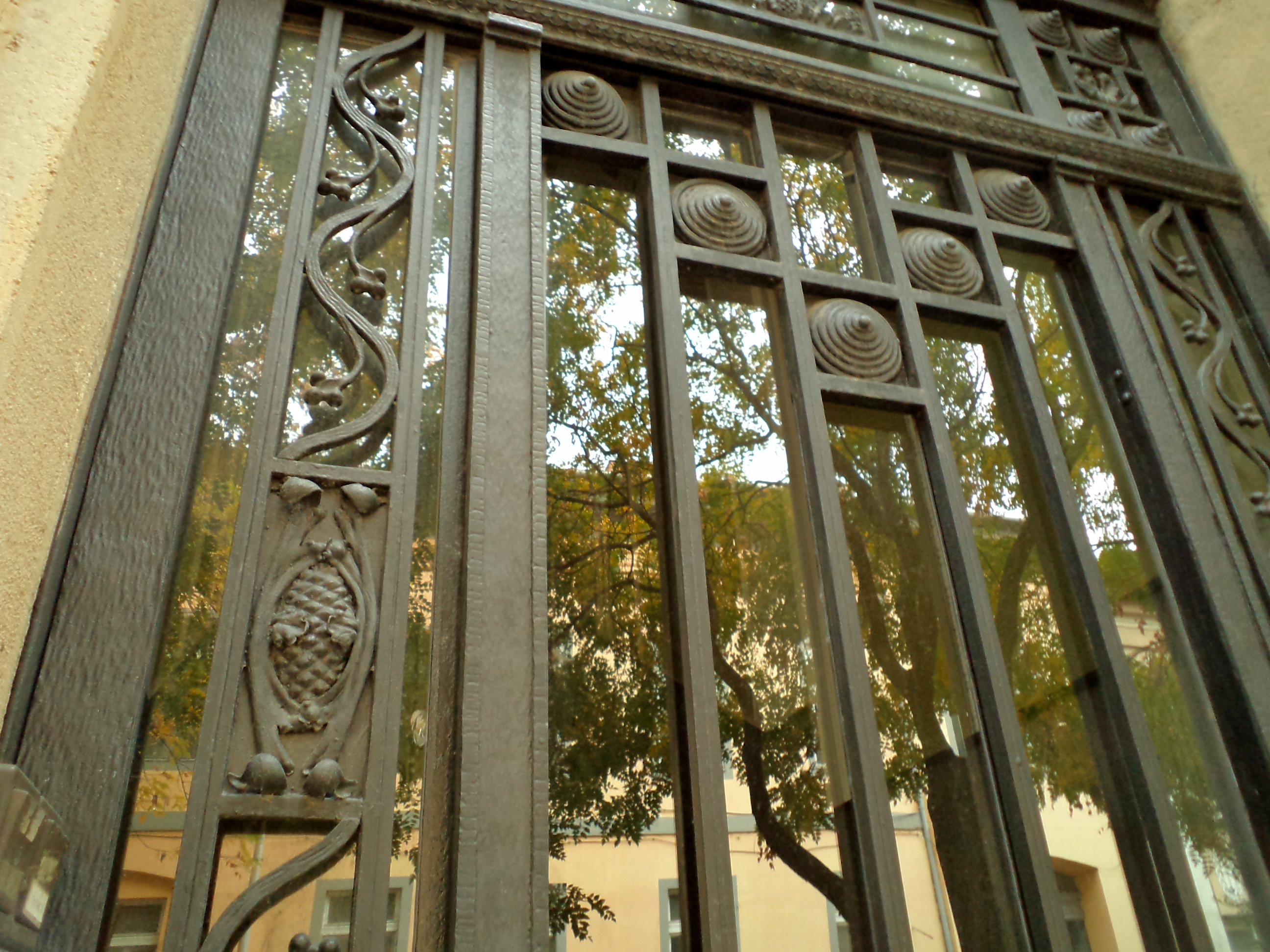
Szeged, Jósika u. 14., részletek